# Naan
Naan (în persană نان, transliterat: nān, Punjabi: ਨਾਨ, hindi नान, paștună : نان Dari: نان, bengaleză নান ) este o pâine plată, dospită, coaptă în cuptor sau prăjită, care se găsește în bucătăriile în principal din Asia de Vest, Asia Centrală, Subcontinentul Indian, Indonezia, Myanmar și Caraibe. 

## Etimologie
Cea mai timpurie apariție a cuvântului „naan” în engleză este din 1803 într-un jurnal de călătorie al lui William Tooke .  Cuvântul persan nan adică „pâine“  este atestat în persana medie ca n'n „pâine, produse alimentare“, și este un înrudit cu cuvinte din: partă ngn, Kurdă nan, Balochi nagan, sogdian nγn- și Pashto nəγan ' pâine'.  Naan ar putea proveni din denumirea dată pâinii coapte pe pietricele fierbinți în Persia antică. 
Forma naan are o distribuție larg răspândită, fiind împrumutată într-o serie de limbi vorbite în Asia Centrală și subcontinentul indian, unde se referă de obicei la un fel de pâine plată ( tandyr nan ).  Ortografia naan a fost înregistrată ca atestată pentru prima dată în 1979,  dar datează cel puțin din 1975,  și de atunci a devenit ortografia normală engleză.

## Tipuri

### Asia de Vest
Naan, așa cum este cunoscut astăzi, provine din Mesopotamia, Egiptul antic și Asia de Sud.  Cele mai familiare și ușor disponibile tipuri de naan din țările occidentale sunt cele din Asia de Sud. În Iran, precum și în alte țări din Asia de Vest sau grupuri etnice din regiune, unde se folosește cuvântul,  nan ( persană نان ) nu are o semnificație specială, deoarece este cuvântul generic pentru orice fel de pâine.

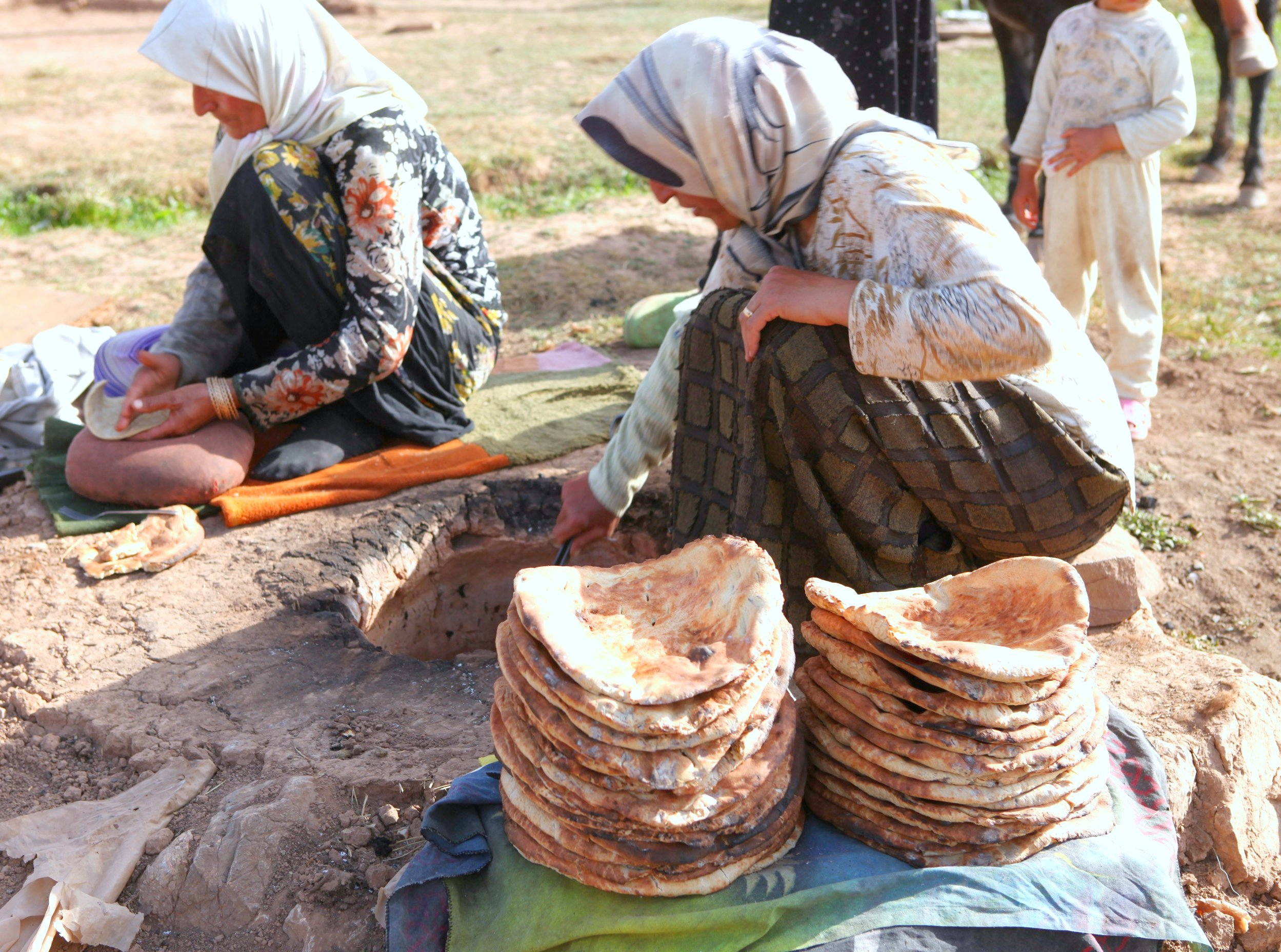
Nan în Iran
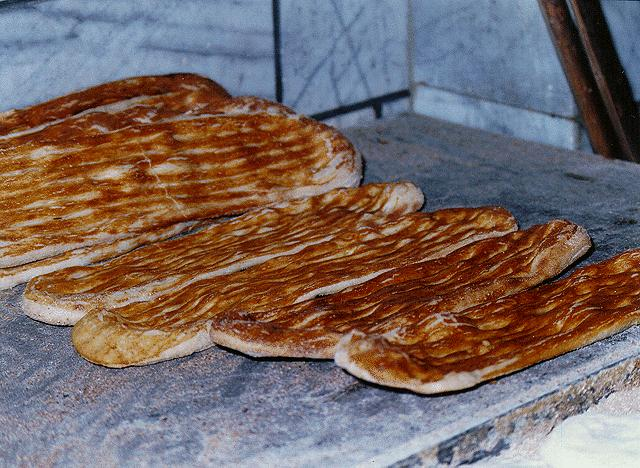
Nân-e barbari⁠(d) în Iran
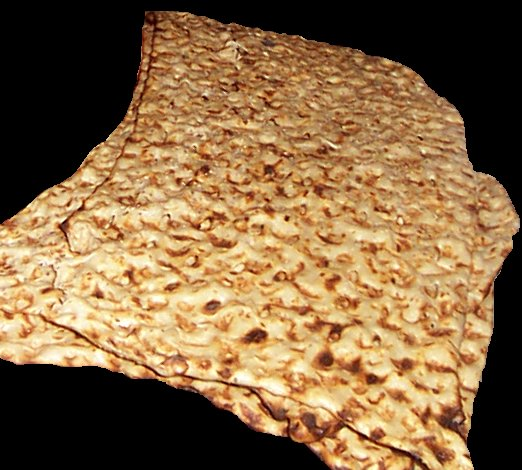
Nân-e sangak⁠(d) în Iran
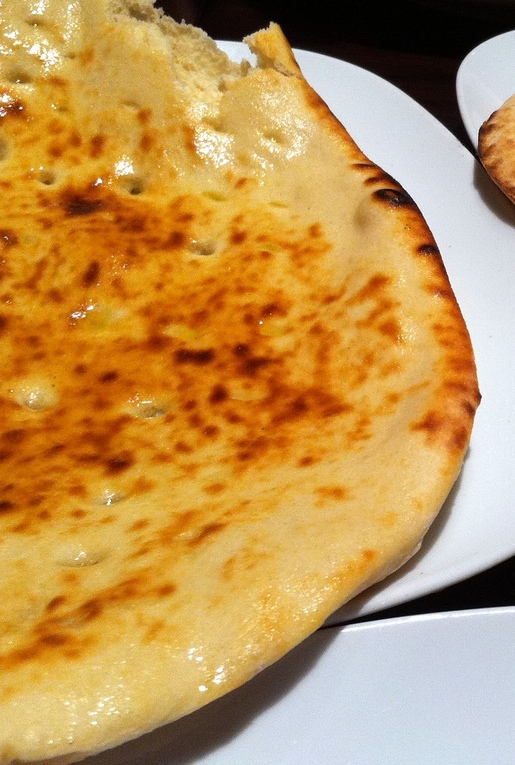
Nân-e tâftun⁠(d) în Iran

### Asia de Sud
Naan în anumite părți din Asia de Sud se referă de obicei la un anumit tip de pâine plată groasă. În general, seamănă cu pita și, la fel ca pâinea pita, este de obicei dospită cu drojdie sau cu aluat de naan dospit rămas dintr-un lot anterior; se folosește și aluatul nedospit. Naan, asemănător cu alte pâini din bucătăria sud-asiatică, este gătit într-un tandoor (cuptor), din care își ia numele de tandoori. Rețetele moderne substituie uneori praful de copt cu drojdia. Laptele sau iaurtul pot fi, de asemenea, utilizate pentru a conferi gusturi distincte naan-ului. Laptele folosit în loc de apă va produce, ca și în cazul pâinii obișnuite, un aluat mai moale. 
De obicei, la final pâinea este periată cu puțină apă, dar în alte culturi, cum ar fi cele din Asia de Sud, naan este dat cu ghee (untură) sau unt . Pâinea naan este foarte iubită în bucătăria din Asia de Sud, deoarece poate fi folosită pentru a aduna, ca într-o lingură, alte alimente și sosuri, sau poate fi servită cu o umplutură. 
O rețetă tipică de naan implică amestecarea făinii de grâu alb sau integral cu drojdie uscată activă, sare și apă.  Aluatul se frământă câteva minute, apoi se lasă deoparte să crească câteva ore. Odată crescut, aluatul este împărțit în bile (aproximativ 100 g fiecare), care sunt turtite și fierte. Naan-e roghani (pâine făcută cu ulei), naan cu usturoi, sunt foarte faimoase în întreaga lume În bucătăria din Asia de Sud, felurile de naan sunt de obicei aromate cu esențe parfumate, cum ar fi apa de trandafiri, khus ( vetiver ) sau cu unt sau ghee topit pe ele.
În naan se pot adăuga stafide, linte și condimente. Naan e poate fi, de asemenea, acoperită cu, sau servită ca suport pentru diferite toppinguri de carne, legume sau brânzeturi.

### Iran
Pâinea are o lungă istorie în Iran. Este menționată atât în inscripțiile sasaniene din secolele III-IV, cât și în textele Pahlavi din secolul al IX-lea. Cuvântul persan pentru pâine este naan. În cea mai mare parte a Iranului, pâinea este făcută din aluaturi plate și subțiri, f din făină de grâu. Numai în provinciile de la Marea Caspică există o tradiție diferită, coacerea pâinii din făină de orez, nān-e berenjī, menționată deja de scriitorii medievali.
Priintre iranieni, pâinea este cunoscută sub numele de „barakat”, adică binecuvântarea lui Dumnezeu. Ei tratează pâinea cu atenție și precauție, datorită locului sfânt pe care îl ocupă pâinea în cultura persană.
Aproape toți poeții și literații celebri din Iran au menționat pâinea în operele lor.
Cele mai populare tipuri de pâine iraniană sunt:
- Barbari: a fost adusă la Teheran în perioada Qajară de către Barbari, un grup etnic originar din nord-estul Iranului care se învecinează cu Afganistanul. Barbari este cea mai groasă pâine iraniană cu aproximativ 70 de centimetri lungime și aproximativ 20-25 centimetri lățime. Această pâine iraniană este de obicei coaptă cu făină rafinată, coaptă simplă și acoperită cu semințe de susan cu o crustă crocantă și o textură ușoară și aerisită.
- Sangak: un naan persan subțire și plat. Documentele istorice demonstrează că acest tip de pâine a fost probabil realizat în dinastia safavidă. Fiind populară și în Azerbaidjan, această pâine plată iraniană este coaptă pe un pat de pietricele fierbinți, într-un cuptor tradițional de pâine. Sangak este cea mai sănătoasă pâine din Iran, deoarece este coaptă cu făină integrală de grâu.
- Taftoon: este oarecum similară cu pâinea barbari. Denumirea iraniană de pâine taftoon (sau Taftun) provine din cuvântul persan care înseamnă încălzire sau ardere. Fiind una dintre cele mai vechi pâini iraniene, taftoon este menționată în Shahnameh (Cartea Regilor) de Ferdowsi. În trecut, singura modalitate de a face taftoon era coacerea aluatului de pâine într-un cuptor de lut, Unii dintre nomazi și săteni coceau pâinea în cuptoarele situate sub pământ.
- Lavash: este tipul cel mai comun de pâine. Deoarece ingredientul de bază (grâul) și metoda de preparare nu sunt standardizate, produsul poate varia în grosime și în cantitatea adăugată pentru dospit. Poate fi păstrată câteva săptămâni înfășurată într-un șervețel (sofra) și plasată într-un coș (sabad) sau într-un recipient special pentru pâine (nāndān); din acest motiv, lavash este preferată în vestul Iranului, în special iarna, când coacerea zilnică este dificilă și pâinea se menține mai mult din cauza frigului.

## Galerie

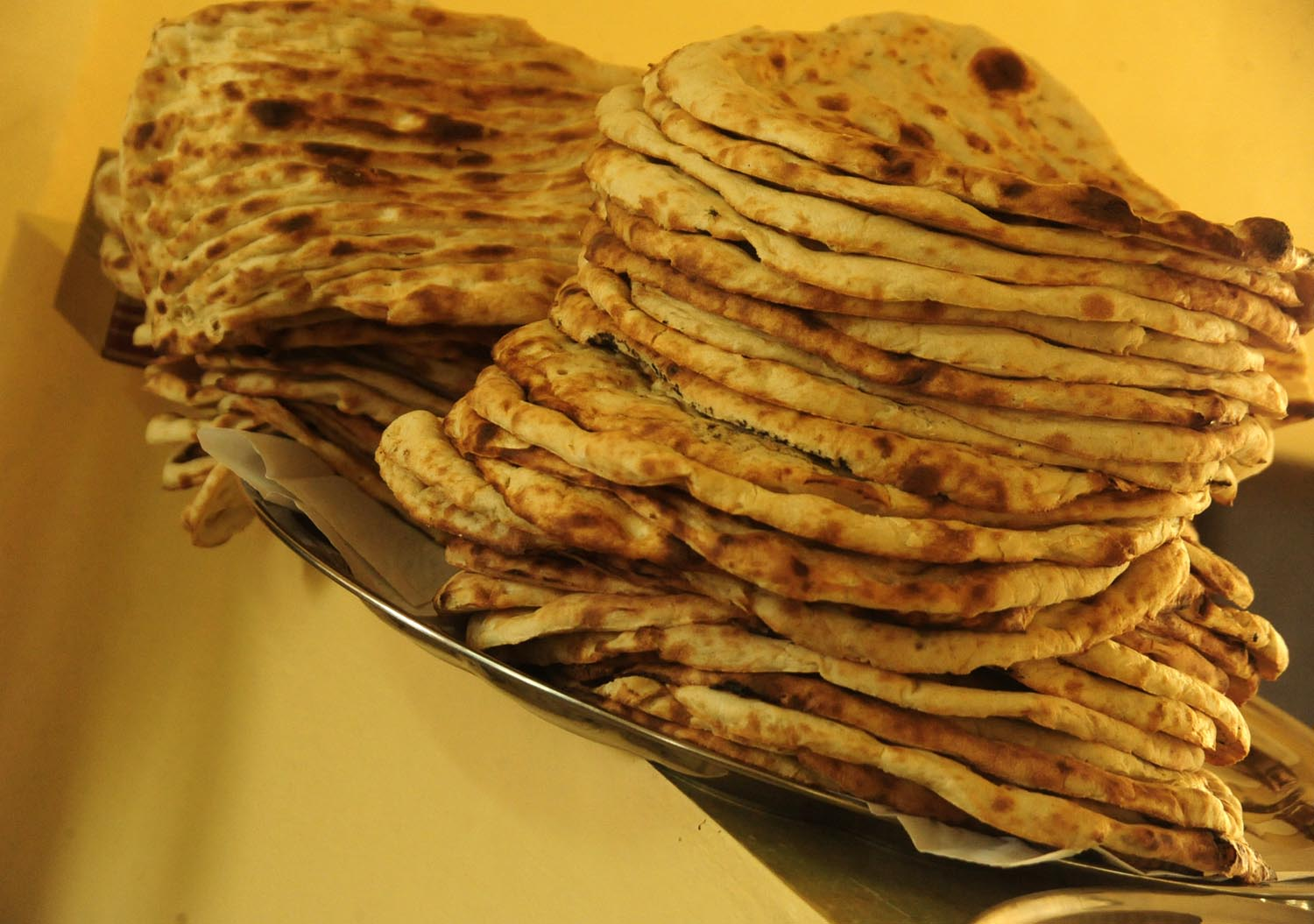
Nan în Afganistan
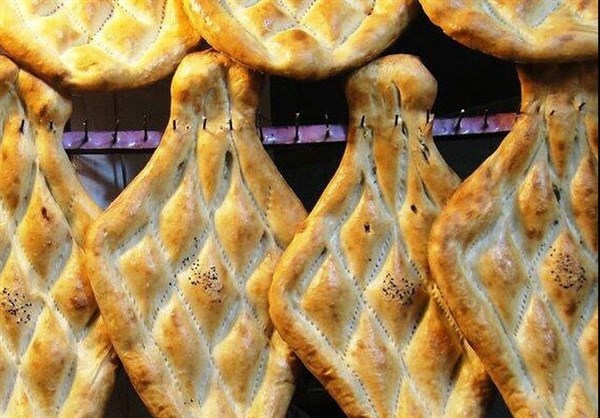
Nan din Kabul, Afganistan
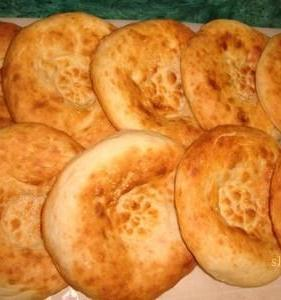
Nan din Mazar-e Sharif, Afganistan
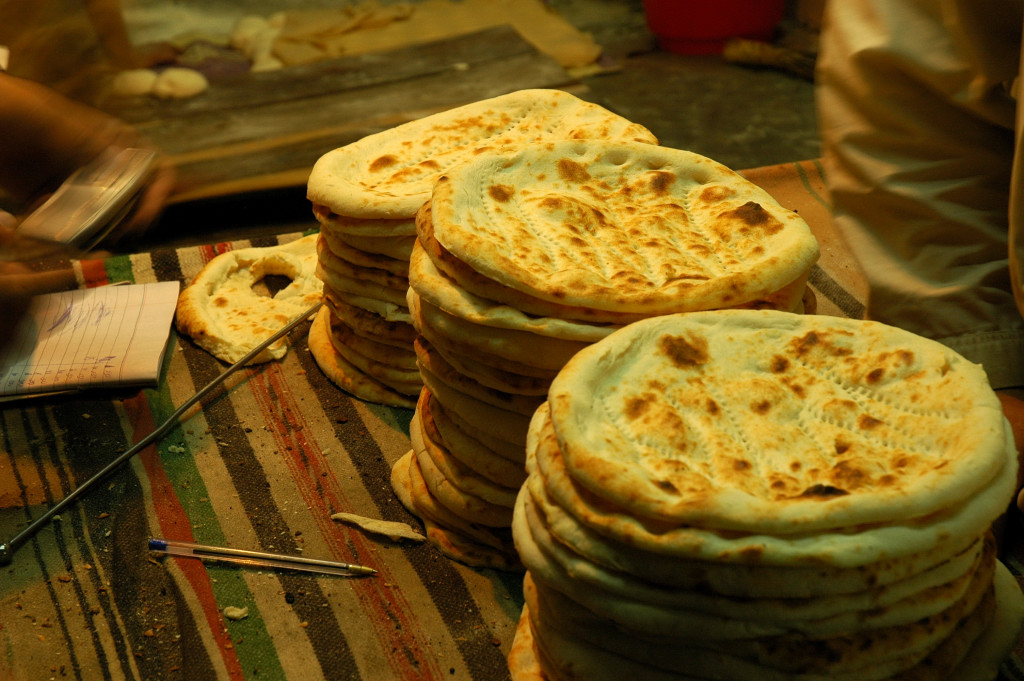
Naan proaspăt pregătit într-un Tandoor⁠(d) din Karachi, Pakistan
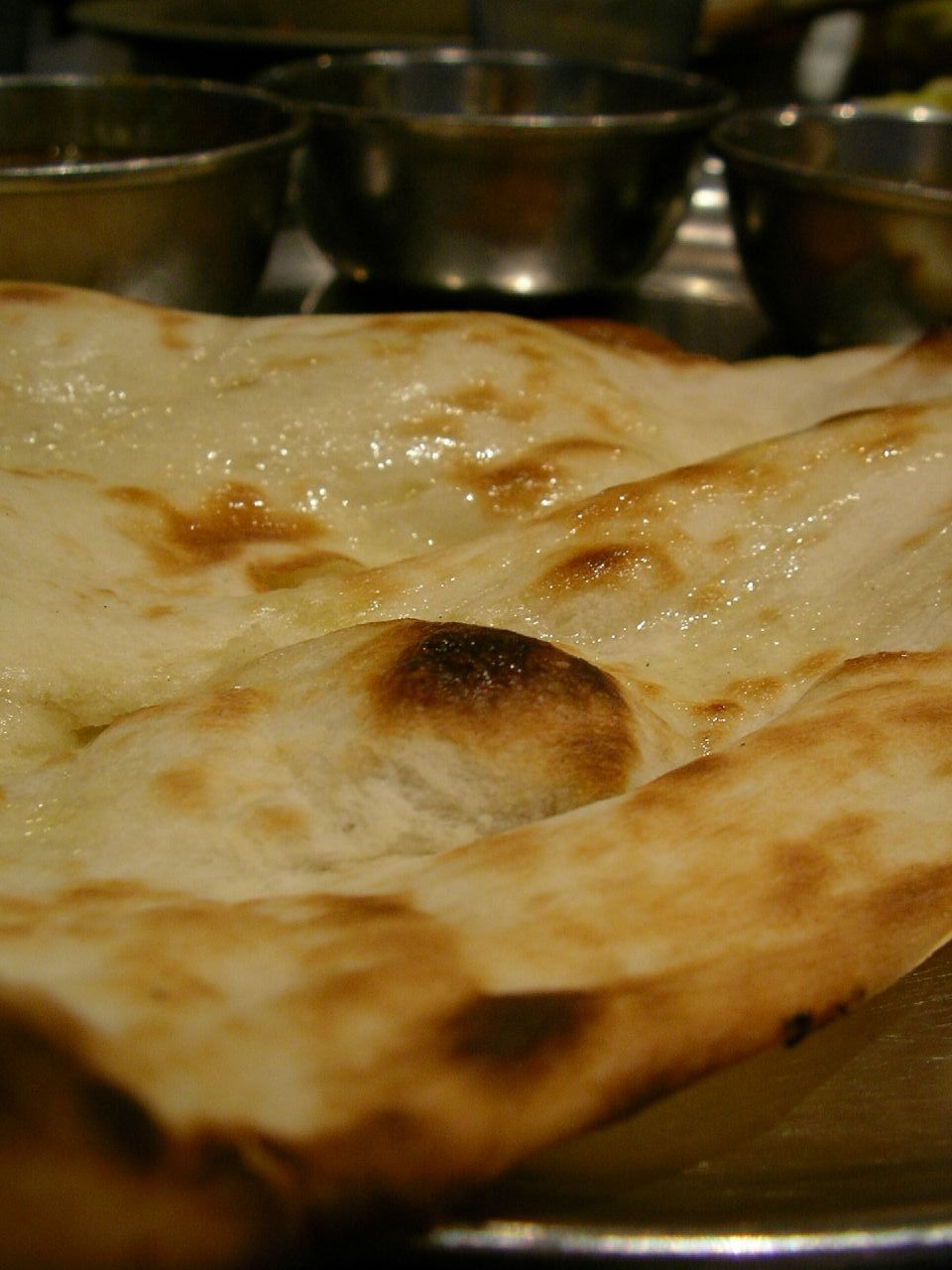
Naan indian
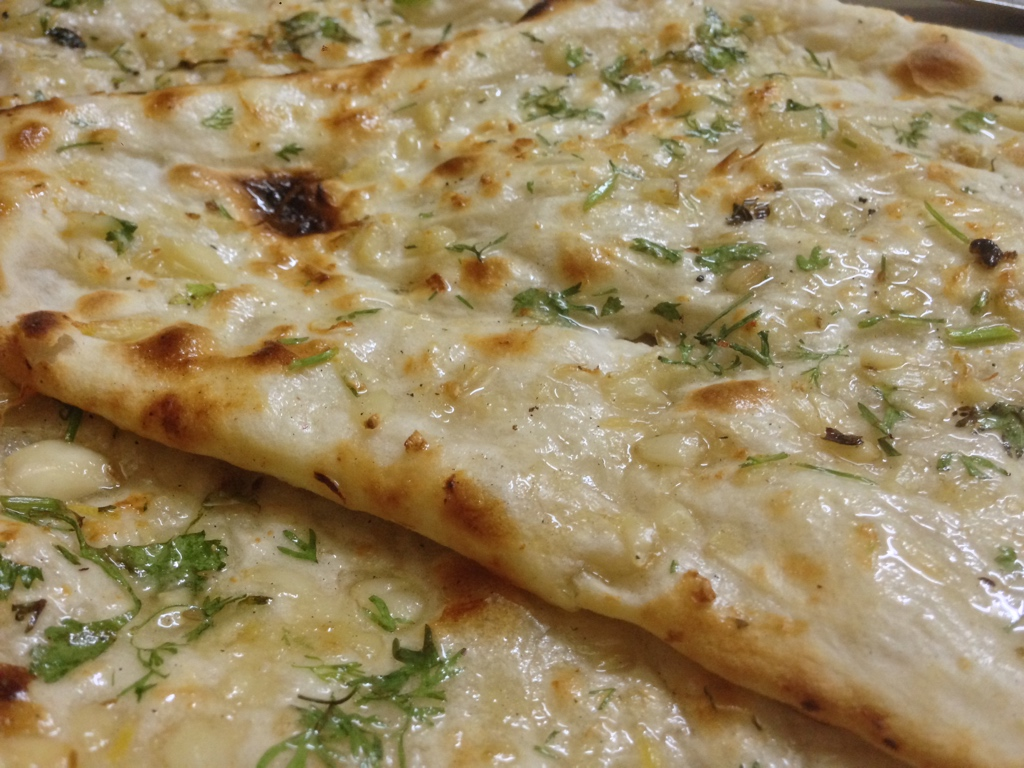
Naan cu unt și usturoi
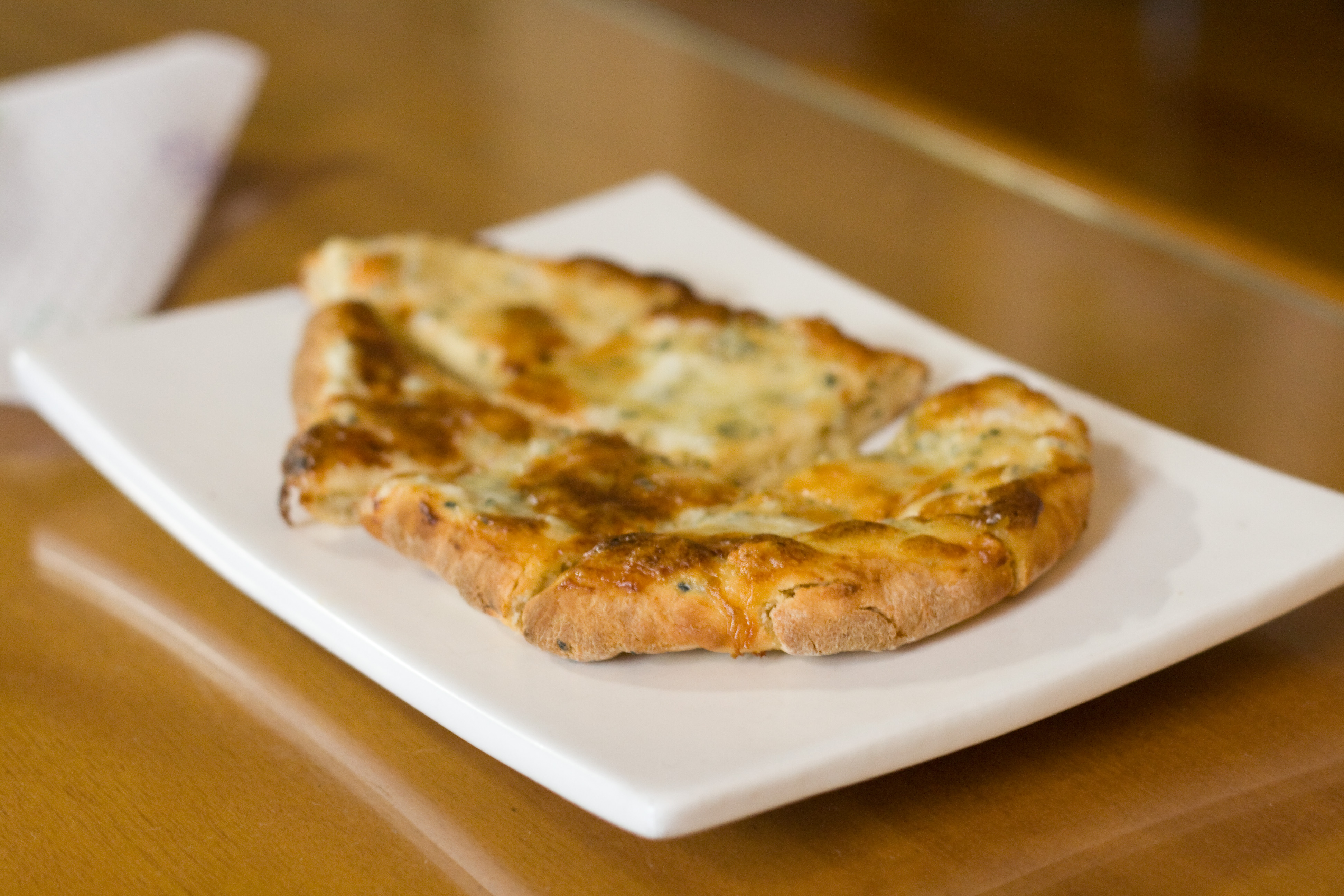
Naan-e panir adică pâine cu brânză
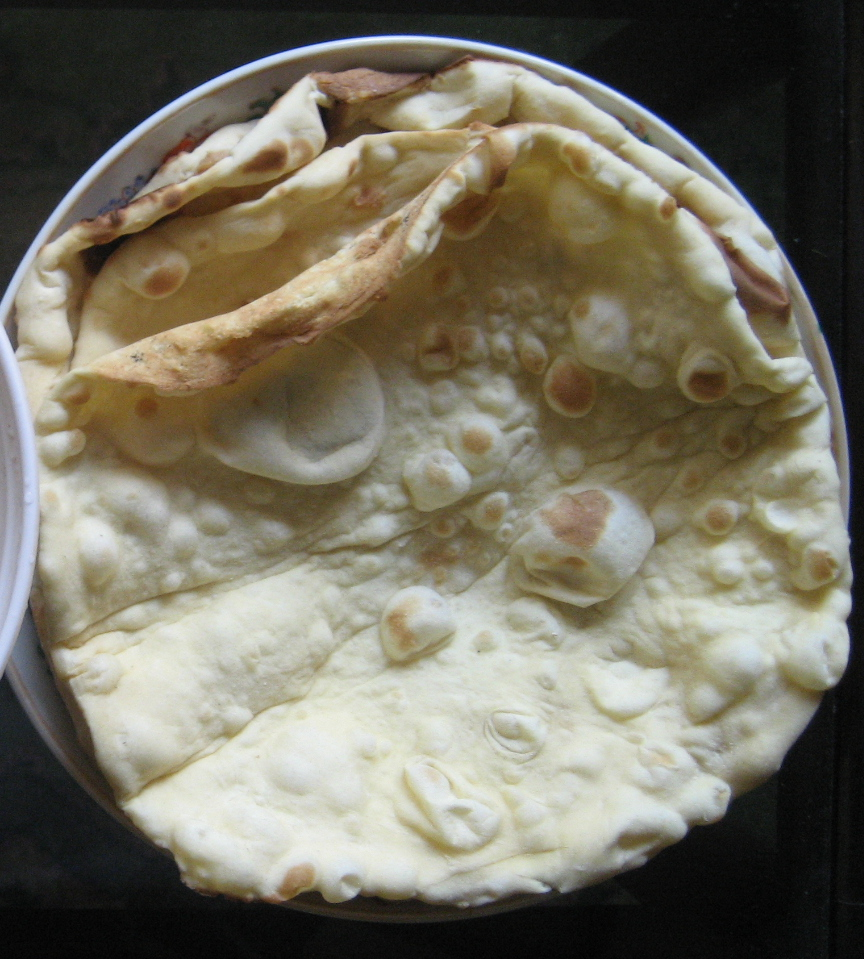
Naan lavash